# Harpactea kareli
Harpactea kareli là một loài nhện trong họ Dysderidae.
Loài này thuộc chi Harpactea. Harpactea kareli được miêu tả năm 1991 bởi Robert Bosmans & Beladjal.